# Starčevo (Petrovac na Mlavi)
Pour les articles homonymes, voir Starčevo (homonymie).
Starčevo (en serbe cyrillique : Старчево) est un village de Serbie situé dans la municipalité de Petrovac na Mlavi, district de Braničevo. Au recensement de 2011, il comptait 429 habitants.

## Démographie

### Évolution historique de la population
| 1948  | 1953  | 1961  | 1971  | 1981 | 1991 | 2002 | 2011 |
| ----- | ----- | ----- | ----- | ---- | ---- | ---- | ---- |
| 1 052 | 1 076 | 1 048 | 1 005 | 976  | 891  | 585  | 429  |

|  |